# Michael Greis
Michael Greis (Füssen, Alemanya Occidental, 1976) és un biatleta alemany que destacà en els Jocs Olímpics d'Hivern de 2006.

## Biografia
Va néixer el 18 d'agost de 1976 a la ciutat de Füssen, població situada a l'estat de Baviera, que en aquells moments formava part de l'Alemanya Occidental o República Federal d'Alemanya (RFA) i que avui en dia forma part d'Alemanya.

## Carrera esportiva
Va participar en els Jocs Olímpics d'Hivern de 2002 realitzats a Salt Lake City (Estats Units), on finalitzà quinzè en la prova de 10 km. esprint i setzè en els 12,5 quilòmetres persecució. En els Jocs Olímpics d'Hivern de 2006 realitzats a Torí (Itàlia) aconseguí la medalla d'or en tres proves de biatló (20 km., 15 km. amb sortida massiva i relleus 4x7,5 km.), a més de finalitzar vuitè en els 12,5 km. persecució i trenta-tresè en els 10 km. esprint. En els Jocs Olímpics d'Hivern de 2010 realitzats a Vancouver (Canadà) aconseguí finalitzar cinquè en els 12,5 km. persecució i en els relleus 4x7,5 quilòmetres, com a resultats més destacats.
Al llarg de la seva carrera ha guanyat 10 medalles en el Campionat del Món de biatló, destacant els ors aconseguits en les modalitats de relleus 4x7,5 km. (2004), 15 km. amb sortida massiva (2007) i relleus mixtos (2008).